# Diecéze acerrská
Diecéze Acerra je římskokatolická diecéze, nacházející se v Itálii.

## Historie a současnost
Diecéze byla založena v 11. století. Přesné datum vzniku není známé; někteří autoři se domnívají, že tato diecéze je pokračováním starobylého biskupského sídla Suessula, založeného v 9. století; dosvědčují tomu ruiny starého města v blízkosti Acerry.
Diecéze byla zprovozněna mezi 1059 a 1060 papežem Mikulášem II., když přišel vysvětit biskupy a jmenovat jednoho kardinála.
První známý biskup je Girardo, o čemž svědčí bula z doby Normanů. Diecéze byla původně přímo pod správou Svatého stolce, a poté se stala sufragánnou arcidiecéze neapolské.
Roku 1653 biskup Mansueto Merati zde založil biskupský seminář.
Dne 27. června 1818 papež Pius VII. bulou De utiliori přemístil část území diecéze do diecéze Sant'Agata de' Goti.
K roku 2012 měla diecéze 121 763 věřících, 33 diecézních kněží, 20 řeholních kněží, 4 stále jáhny, 26 řeholníků, 47 řeholnic a 28 farností.
Hlavním chrámem je Katedrála Panny Marie Nanebevzaté.

## Seznam biskupů
- Girardo (1098 – 1116)
- Bartolomeo (zmíněn roku 1179)
- Romano (12. století)
- Gentile I. (zmíněn roku 1242)
  - Teodino, O.S.B. † (asi 1261 – ?) (uzurpátor)
  - Bernardo Aiglero (1262 – ?) (apoštolský administrátor)
- Luca ? (1274 – ?)
- Tommaso (1286 – po roce 1304)
- Gentile II. (1307– 1308)
- Guglielmo (1308 – 1313)
- Giovanni d'Esertelle, O.Cist. (1316 – 1331)
- Filippo (? – 1331)
- Pietro, O.F.M. (1331 – ?)
- Giovanni II., O.F.M. (1332 – 1342)
- Matteo di Castro, O.F.M. (1342 – 1344)
- Enrico de Monte, O.P. (1344 – 1348)
- Ranieri (1348 – 1354)
- Federico di Somma, O.P. (1358 – asi 1362)
- Giovanni III. di Patti, O.P. (1363 – 1384)
- Benedetto da Ascoli, O.S.A. (1389 – ?)
- Tommaso II. (1394 – 1403)
- Angelo de Conciliis (1403 – asi 1429)
- Filippo II. (1429 – 1434)
- Nicola da Urbino, O.F.M. (1434 – 1439)
- Nicola Descari (1439 – 1451)
- Bertrando (1451 – 1452)
- Leone Cortese (1452 – 1497)
- Roberto de Noya, O.P. (1497 – 1504)
- Nicolò de Noya, O.P. (1504 – 1511)
- Vincenzo de Corbis (1511 – 1511)
- Juan de Vich, O.P. (1512 – 1526)
- Carlo I. degli Ariosti (1527 – 1535)
  - Giampietro Carafa (1535 – 1537) (apoštolský administrátor)
  - Gianvincenzo Carafa (1537 – 1539) (apoštolský administrátor)
- Giampaolo da Pisa (1539 – 1554)
  - Paolo Ricciardi (1554 – 1554)
- Gianfrancesco Sanseverino (1556 – 1559)
- Giovanni Fabrizio Sanseverino (1560 – 1568)
- Juan Vázquez Coronado de Sayás Urtado (1568 – 1571)
- Scipione Salernitano (1571 – 1581)
- Marcello Maiorana, C.R. (1581 – 1586)
- Giambattista del Tufo, C.R. (1587 – 1603)
- Juan Gurrea (1603 – 1606)
- Vincenzo Pagano, C.R. (1606 – asi 1641)
  - Gundisalvo Pacecco, O.S.A. (1641 – 1641)
- Mansueto Merati, B. (1644 – 1661)
- Placido Carafa, C.R. (1663 – 1672)
- Carlo De Angelis (1674 – 1691)
- Carlo de Tilly (1692 – 1697)
- Giuseppe Rodoeri di Montagna (1697 – 1699)
- Benito de Noriega, O.F.M. (1700 – 1708)
  - Sede vacante (1708–1717)
- Giuseppe Maria Positani, O.P. (1717 – 1723)
- Domenico Antonio Biretti (1725 – 1760)
- Ciro de Alteriis (1761 – 1775)
- Gennaro Giordano (1776 – 1789)
- Giovanni Leonardo Maria De Fusco, O.P. (1792 – asi 1795)
- Orazio Magliola (1797 – 1829)
- Emanuele Maria Bellorado, O.P. (1829 – 1833)
- Taddeo Garzilli (1834 – 1848)
- Francesco Iavarone (1849 – 1854)
- Giuseppe Gennaro Romano (1855 – 1864)
  - Sede vacante (1864–1872)
- Giacinto Magliulo (1872 – 1899)
- Francesco De Pietro (1899 – 1932)
- Nicola Capasso (1933 – 1966)
  - Sede vacante (1966–1978)
  - Vittorio Longo (1966 – 1970) (apoštolský administrátor)
  - Guerino Grimaldi (1971 – 1978) (apoštolský administrátor)
- Antonio Riboldi, I.C. (1978 – 1999)
- Salvatore Giovanni Rinaldi (1999 – 2013)
- Antonio Di Donna (od 2013)